# خوان كاستيلو (لاعب كرة قدم)
خوان كاستيلو هو لاعب كرة قدم كولومبي في مركز الدفاع، ولد في 3 أكتوبر 2002 في توماكو في كولومبيا.